# 완도로
완도로는 전라남도 완도군 군외면 원동리 남창교와 신지면 송곡리 장보고대교 남단을 잇는 완도군의 도로이다. 완도군의 가장 핵심적인 도로이며 이 도로를 통해 해남군과 강진군 등으로 이어지기 때문에 완도의 명칭을 이용해 도로가 명명되었다.
군외면 원동리에서 땅끝대로와 직결되며, 신지면 송곡리에서는 장보고대교가 완도군 고금면과 연결되어 고금로와 직결되어 있다. 군외면 원동리부터 완도읍 가용리까지 구간은 국도 제13호선이 지정되어 있으며, 완도읍 가용리는 국도 제13호선의 시점이기도 하다. 그리고 군외면 원동리부터 원동 교차로까지 구간과 완도읍 완도 교차로 ~ 신지면 송곡리 구간은 국도 제77호선이 지정되어 있으며, 완도 교차로 ~ 신지면 송곡리 구간은 국가지원지방도 제13호선이 중복된다.

## 연혁
- 1999년 6월 10일 : 남창교(완도군 군외면 원동리 ~ 해남군 북평면 남창리) 560m 구간 개통, 기존 230m 구간 폐지[1]
- 2008년 12월 30일 : 완도군 완도읍 가용리 ~ 군외면 불목리 10.22km 구간 확장 개통, 기존 10.5km 구간 폐지[2]
- 2009년 1월 12일 : 완도 ~ 군외 ~ 남창간 도로(완도군 완도읍 죽청리 ~ 군외면 원동리) 12.5km 구간을 자동차 전용도로로 지정[3]
- 2011년 5월 2일 : 완도군 군외면 불목리 ~ 원동리 5.4km 구간 조기 확장 개통[4]
- 2012년 3월 29일 : 완도대교(완도군 군외면 원동리) 2.35km 구간 개통[5]

## 주요 경유지
전라남도
- 완도군 (군외면 · 완도읍 · 신지면)

## 노선
- (■): 자동차 전용도로 구간

| 이름                  | 접속 노선                           | 소재지          | 소재지                                                             | 비고                                                           |
| 땅끝대로와 직결       | 땅끝대로와 직결                     | 땅끝대로와 직결 | 땅끝대로와 직결                                                    | 땅끝대로와 직결                                                |
| --------------------- | ----------------------------------- | --------------- | ------------------------------------------------------------------ | -------------------------------------------------------------- |
| 남창교                |                                     | 완도군          | 군외면                                                             | 국도 제13, 77호선 구간                                         |
| 달도 교차로           | 청해진로                            | 완도군          | 군외면                                                             | 국도 제13, 77호선 구간                                         |
| 달도2교 달도1교       |                                     | 완도군          | 군외면                                                             | 국도 제13, 77호선 구간                                         |
| (이름 없음)           | 청해진로115번길                     | 완도군          | 군외면                                                             | 국도 제13, 77호선 구간 해남 방면 진입 불가 신지 방면 진출 불가 |
| 완도대교 (신완도대교) |                                     | 완도군          | 군외면                                                             | 국도 제13, 77호선 구간                                         |
| 원동 교차로           | 국도 제77호선 (청해진서로) 청해진로 | 완도군          | 군외면                                                             | 국도 제13, 77호선 구간                                         |
| 신학교                |                                     | 완도군          | 군외면                                                             | 국도 제13호선 구간                                             |
| 교인 교차로           | 청해진북로                          | 완도군          | 군외면                                                             | 국도 제13호선 구간                                             |
| 황진교 영풍교 불목교  |                                     | 완도군          | 군외면                                                             | 국도 제13호선 구간                                             |
| 불목 교차로           | 청해진북로                          | 완도군          | 군외면                                                             | 국도 제13호선 구간                                             |
| 완도터널              |                                     | 완도군          | 군외면                                                             | 국도 제13호선 구간 해남 방면 연장 411m 신지 방면 연장 403m     |
| 완도터널              | 완도읍                              | 완도군          |                                                                    | 국도 제13호선 구간 해남 방면 연장 411m 신지 방면 연장 403m     |
| 대야2교 대야1교       |                                     | 완도군          | 국도 제13호선 구간                                                 |                                                                |
| 장좌 교차로           | 청해진로                            | 완도군          | 국도 제13호선 구간                                                 |                                                                |
| 죽청교                |                                     | 완도군          | 국도 제13호선 구간                                                 |                                                                |
| 엄목 교차로           | 농공단지길                          | 완도군          | 국도 제13호선 구간                                                 |                                                                |
| 완도 교차로           | 국도 제77호선 (장보고대로)          | 완도군          | 국도 제13호선 시점 국도 제77호선 구간 국가지원지방도 제13호선 구간 |                                                                |
| 신지대교              |                                     | 완도군          | 국도 제77호선 구간 국가지원지방도 제13호선 구간                    |                                                                |
| 신지대교              | 신지면                              | 완도군          | 국도 제77호선 구간 국가지원지방도 제13호선 구간                    |                                                                |
| 강독2교               |                                     | 완도군          | 국도 제77호선 구간 국가지원지방도 제13호선 구간                    |                                                                |
| 강독 교차로 (강독1교) | 강독길                              | 완도군          | 국도 제77호선 구간 국가지원지방도 제13호선 구간                    |                                                                |
| 물하태 교차로         | 신지로6번길                         | 완도군          | 국도 제77호선 구간 국가지원지방도 제13호선 구간                    |                                                                |
| 송곡 교차로           | 신지로                              | 완도군          | 국도 제77호선 구간 국가지원지방도 제13호선 구간                    |                                                                |
| 장보고대교            |                                     | 완도군          |                                                                    |                                                                |

## 주요 건물 및 시설
- 원동치안센터 (전라남도 완도군 군외면 완도로 143)
- 신지대교조망쉼터 (전라남도 완도군 신지면 완도로 1776)

## 주의사항
이 도로의 엄목 교차로부터 원동 교차로까지 구간은 자동차전용도로이므로 자전거, 보행자는 통행할 수 없다. 이륜자동차(모터사이클 혹은 오토바이)는 긴급자동차(싸이카 및 소방용 모터사이클 등)에 한해 통행이 가능하며, 그 밖의 이륜자동차는 통행할 수 없다.

## 같이 보기
- 신지대교
- 완도대교
- 장보고대교